# One Clear Call
One Clear Call è un film muto del 1922 diretto da John M. Stahl. Conosciuto anche con il titolo One Clean Call come riportato erroneamente dalla rivista Variety.
La sceneggiatura è basata sul romanzo One Clear Call di Frances Nimmo Greene, pubblicato a New York nel 1914. Prodotto dalla Louis B. Mayer Productions, il film era interpretato da Milton Sills, Claire Windsor, Henry B. Walthall, Irene Rich.

## Trama

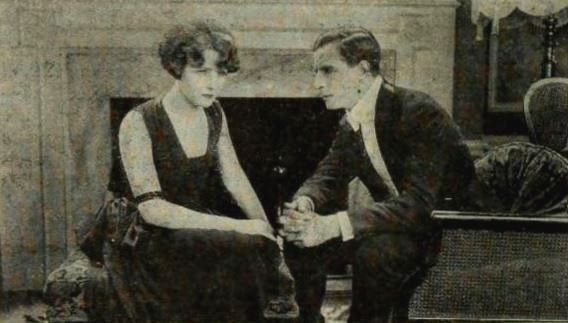
Claire Windsor e Milton Sills

In una cittadina dell'Alabama, all'insaputa della madre cieca che lo crede morto, Henry Garnett gestisce un bar malfamato e una sala da gioco. Quando il Ku Klux Klan vuole linciarlo, Hamilton, un dottore suo amico d'infanzia, convince gli uomini del Klan a desistere. Il medico, che dedica le sue cure agli emarginati, è attratto da Faith, una giovane madre, ma lei rifiuta la sua corte a causa del proprio passato. Hamilton vuole trovare la moglie perduta di Garnett che scopre essere proprio Faith. Garnett, prima di morire, affida Faith a Hamilton e poi si uccide con il veleno.

## Produzione
Il film fu prodotto dalla Louis B. Mayer Productions.

## Distribuzione
Il copyright del film, richiesto dalla Louis B. Mayer Productions, fu registrato il 21 giugno 1922 con il numero LP17983 segnato con una lunghezza di sette rulli.
Distribuito dalla Associated First National Pictures, il film - presentato da Louis B. Mayer - uscì nelle sale cinematografiche statunitensi in maggio dopo una prima a Chicago il 20 maggio 1922.

### Conservazione
Copia completa della pellicola si trova conservata negli archivi del George Eastman House di Rochester.